# 趙仲輝
趙仲輝（1442年—？），字守中，山西平陽府解州聞喜縣人，軍籍，明朝政治人物。

## 生平
山西鄉試第十名舉人。成化十七年（1481年）中式辛丑科會試第二百七十九名，二甲第五十七名進士。官户部员外郎，弘治三年（1490年）督遼東粮储。

## 家族
曾祖趙巖；祖父趙鑑；父趙璧，教諭。母楊氏。慈侍下。